# Chargey-lès-Gray
Chargey-lès-Gray ist eine Gemeinde im französischen Département Haute-Saône in der Region Bourgogne-Franche-Comté.

## Geographie
Chargey-lès-Gray liegt auf einer Höhe von 220 m über dem Meeresspiegel, fünf Kilometer nördlich von Gray und etwa 44 Kilometer ostnordöstlich der Stadt Dijon (Luftlinie). Das Dorf erstreckt sich im äußersten Westen des Départements, westlich des Saônetals, in leicht erhöhter Lage am Rand des Plateaus östlich der Talniederung des Ruisseau des Écoulottes.
Die Fläche des 16,56 km² großen Gemeindegebiets umfasst einen Abschnitt im Bereich nördlich der Ebene von Gray. Von Nordwesten nach Südosten wird das Gebiet von der Talniederung des Ruisseau des Écoulottes durchquert, der für die Entwässerung zur Saône sorgt. Die Talaue ist maximal einen Kilometer breit, liegt durchschnittlich auf 195 m und bildete früher eine Moorniederung. Flankiert wird das Tal auf beiden Seiten von einem Plateau, das eine Höhe von ungefähr 230 m erreicht. Es wird durch verschiedene Mulden untergliedert, die sich zum Ruisseau des Écoulottes hin öffnen. Diese Hochfläche besteht aus einer Wechsellagerung von kalkigen und sandig-mergeligen Sedimenten der oberen Jurazeit und des Tertiärs. Weite Teile des Plateaus werden landwirtschaftlich genutzt, doch gibt es auch größere Waldflächen. Die westliche Abgrenzung verläuft im Waldgebiet des Bois de Lalleau (bis 237 m). Im Norden erstreckt sich das Gemeindeareal in die Waldung des Bois des Fontenelles und im Osten in diejenigen des Bois de la Racine und des Bois de la Bouloye. Auf einer Kuppe im Bereich des Weilers La Rente Rouge wird mit 250 m die höchste Erhebung von Chargey-lès-Gray erreicht.
Nachbargemeinden von Chargey-lès-Gray sind Oyrières im Norden, Montureux-et-Prantigny und Rigny im Osten, Arc-lès-Gray und Nantilly im Süden sowie Bouhans-et-Feurg  und Auvet-et-la-Chapelotte im Westen.

## Geschichte
Erstmals urkundlich erwähnt wird Chargey im Jahr 1235. Im Mittelalter gehörte das Dorf zur Freigrafschaft Burgund und darin zum Gebiet des Bailliage d’Amont. Die lokale Herrschaft hatten seit dem 13. Jahrhundert die Herren von Dampierre inne. Im 17. Jahrhundert wurde Chargey durch Kriege und Pestepidemien mehrfach in Mitleidenschaft gezogen. Zusammen mit der Franche-Comté gelangte das Dorf mit dem Frieden von Nimwegen 1678 definitiv an Frankreich. Seit Anfang 2008 ist Chargey-lès-Gray Mitglied des 14 Ortschaften umfassenden Gemeindeverbandes Communauté de communes des Quatre Vallées.

## Sehenswürdigkeiten
Die Dorfkirche von Chargey-lès-Gray, die ursprünglich aus dem 13. Jahrhundert stammte, wurde 1768 weitgehend neu erbaut. Das Château-Grillot ist ein ehemaliger Herrschaftssitz aus dem 15. und 16. Jahrhundert. Aus dem 19. Jahrhundert stammt das Lavoir, das einst als Waschhaus und Viehtränke diente. Es zeigt die Stilform eines römischen Atriums.

## Bevölkerung
| Jahr                       | 1962 | 1968 | 1975 | 1982 | 1990 | 1999 |
| Einwohner                  | 470  | 514  | 513  | 609  | 604  | 615  |
| Quellen: Cassini und INSEE |      |      |      |      |      |      |

Mit 690 Einwohnern (2007) gehört Chargey-lès-Gray zu den kleineren Gemeinden des Département Haute-Saône. Nachdem die Einwohnerzahl in der ersten Hälfte des 20. Jahrhunderts deutlich abgenommen hatte (1881 wurden noch 723 Personen gezählt), wurde seit Beginn der 1960er Jahre wieder ein Bevölkerungswachstum verzeichnet.

## Wirtschaft und Infrastruktur
Chargey-lès-Gray war lange Zeit ein vorwiegend durch die Landwirtschaft (Ackerbau, Obstbau und Viehzucht) und die Forstwirtschaft geprägtes Dorf. Heute gibt es verschiedene Betriebe des lokalen Kleingewerbes, darunter ein Unternehmen der Holzverarbeitung. In den letzten Jahrzehnten hat sich das Dorf zu einer Wohngemeinde gewandelt. Viele Erwerbstätige sind deshalb Pendler, die in den größeren Ortschaften im Raum Gray ihrer Arbeit nachgehen.
Der Ort ist verkehrstechnisch gut erschlossen. Er liegt an der Hauptstraße D67, die von Gray nach Langres führt. Durch eine lokale Ortsumfahrung ist das Zentrum vom Durchgangsverkehr entlastet. Weitere Straßenverbindungen bestehen mit Auvet, Rigny und Montureux.